# De grandes espérances (mini-série, 2023)
De grandes espérances (Great Expectations) est un drame d'époque américano-britannique en six parties de 55 minutes développé par Steven Knight, diffusé entre le 26 mars et le 30 avril 2023 sur BBC One, suivi de sa première aux États-Unis sur FX sur Hulu plus tard le même jour.
Il s'agit de l'adaptation du roman Les Grandes Espérances de Charles Dickens.
Cette mini-série est diffusée sur Disney+ dans les pays francophones.

## Distribution
- Fionn Whitehead (VF : Aurélien Raynal) : Pip (en)
  - Tom Sweet (VF : Tom Trouffier) : Pip jeune
- Johnny Harris (en) (VF : Charles Uguen) : Magwitch (en)
- Trystan Gravelle : Compeyson (en)
- Owen McDonnell (en) (VF : Constantin Pappas) : Joe
- Hayley Squires (VF : Charlotte D'Ardalhon) : Sara
- Tim Key (VF : Bernard Bollet) : M. Wopsle
- Matt Berry : M. Pumblechook
- Olivia Colman (VF : Brigitte Aubry) : Miss Havisham
- Ashley Thomas : Jaggers
- Shalom Brune-Franklin : Estella (en)
- Laurie Ogden (VF : Lauryanne Philippe) : Biddy
- Rudi Dharmalingam (en) : John Wemmick (en)
- Matthew Needham : Bentley Drummle

 Source et légende : version française (VF) sur RS Doublage

## Épisodes
Les épisodes, sans titres, sont numérotés de un à six.